# Kistelek
Kistelek [kištelek] je město na jihovýchodě Maďarska v župě Csongrád-Csanád. Nachází se asi 21 km severozápadně od Szegedu a je správním městem stejnojmenného okresu. V roce 2018 zde žilo 6 917 obyvatel. Podle údajů z roku 2001 byli 99 % Maďaři a 1 % Romové.
Nejbližšími městy jsou Kiskunfélegyháza, Kiskunmajsa, Mindszent a Sándorfalva, poblíže jsou též obce Balástya, Csengele, Kömpöc, Ópusztaszer, Pálmonostora, Petőfiszállás a Pusztaszer. Na železniční stanici Kisteleki szőlők zastavují osobní vlaky do Kiskunfélegyházy a Segedína a na nádraží Kistelek zastavují také vnitrostátní vlaky InterCity, jezdící na trase Budapešť–Segedín.